# Wandelroute E7
De Europese wandelroute E7 loopt van het eiland El Hierro over diverse Canarische Eilanden en via Portugal, Spanje, Frankrijk, Italië en Slovenië tot aan Nagylak, een dorp op de grens van Hongarije en Roemenië, niet ver van het drielandenpunt met Servië. De wandelroute is onvoltooid en onderbroken. In Portugal is de route nog slechts geprojecteerd in de omgeving van Lissabon, terwijl een deel in Italië al twintig jaar "in ontwikkeling" is. Het gemarkeerde deel van de route (Spanje - Italië en Slovenië - Hongarije) meet circa 5000 km. De E7 komt niet door Nederland. Om er via lange-afstands-wandelroutes te komen is de 'kortste' weg de E2, meer bekend als GR5, naar Nice.